# J'arrête quand je veux
Pour plus de détails, voir Fiche technique et Distribution.
J'arrête quand je veux (Smetto quando voglio) est un film italien, sorti en 2014.

## Synopsis
Pietro Zinni, un brillant neurobiologiste, ne voit pas ses crédits de recherche renouvelés. Il est donc forcé par la situation de monter une bande criminelle improbable composée de scientifiques fauchés comme lui : un chimiste, un anthropologue, un économiste, un archéologue et quelques latinistes. Ensemble, ils mettent au point un drogue spéciale, encore inconnue et donc pas encore illégale au regard des lois italiennes.
Le succès est immédiat, mais Pietro et ses compagnons se retrouvent à gérer une chose à laquelle ils ne sont pas habitués : de l'argent, beaucoup d'argent, probablement trop pour un groupe de rats de bibliothèque.

## Fiche technique
- Titre original : Smetto quando voglio
- Titre français : J'arrête quand je veux
- Réalisation : Sydney Sibilia
- Scénario : Sydney Sibilia, Andrea Garello et Valerio Attanasio
- Photographie : Vladan Radovic
- Musique : Andrea Farri
- Pays d'origine : Italie
- Genre : comédie
- Date de sortie : 2014

## Distribution
- Edoardo Leo : Pietro Zinni
- Valeria Solarino : Giulia
- Valerio Aprea : Mattia Argeri
- Paolo Calabresi : Arturo Frantini
- Libero De Rienzo : Bartolomeo Bonelli
- Neri Marcorè : Murena
- Francesco Acquaroli : commissaire

## Article annexe
- Psychotrope au cinéma et à la télévision